# Francorchamps
Cet article concerne le village. Pour le circuit, voir Circuit de Spa-Francorchamps.
Francorchamps (en wallon Francortchamp) est une section de la ville belge de Stavelot située en Région wallonne dans la province de Liège.
C'était une commune à part entière avant la fusion des communes de 1977.

## Géographie
Le village est situé au bord de l'Eau Rouge, petit affluent de l'Amblève, dans les Hautes Fagnes.

## Évolution démographique
- Sources : INS, Rem. : 1831 jusqu'en 1970 = recensements, 1976 = nombre d'habitants au 31 décembre.

## Histoire
Le 8 août 1914, 14 civils sont passés par les armes et 25 maisons détruites par le 74e RI de l'armée impériale allemande lorsqu'elle envahit la Belgique, au début de la Première Guerre mondiale.

## Liste des bourgmestres de 1830 à 1977
- Pierre-Joseph David, de 1835 à 1847, (Parti Libéral).

## Économie

### Tourisme-nature
L'ancienne commune de Francorchamps comprend les villages de Francorchamps, Hockai, Neuville et Ster. Elle est entaillée par de nombreuses vallées dont celle de l'Eau Rouge où s'inscrit « le plus beau circuit du monde ». La Hoëgne, la vallée la plus réputée de la Haute Ardenne prend sa source dans la réserve naturelle des Hautes Fagnes près du Mont Rigi et, de cascade en cascade, entraîne le promeneur à travers une végétation luxuriante. Le Roannay conduit paisiblement les eaux de la fagne de Malchamps dans l'Amblève près de Coo. Les amateurs de randonnée seront comblés, quelle que soit la saison, et plus particulièrement l'hiver grâce aux pistes de ski de fond et alpin.

## Particularité
Le village se trouve à la pointe nord du circuit automobile célèbre auquel il a donné son nom, le circuit de Spa-Francorchamps.

## Personnalités liées à Francorchamps
- Jean-Mathieu Nisen (1819-1885), né à Ster, peintre.